# Álarcos küllő
Az álarcos küllő (Melanerpes pucherani) a madarak (Aves) osztályának harkályalakúak (Piciformes) rendjébe, ezen belül a harkályfélék (Picidae) családjába tartozó faj.

## Rendszerezése
A fajt Alfred Malherbe francia zoológus írta le 1849-ben, a Zebrapicus nembe Zebrapicus Pucherani néven. Egyes szervezetek a Centurus nembe sorolják Centurus pucherani néven.

## Előfordulása
Mexikó, Belize, Costa Rica, Guatemala, Honduras, Nicaragua, Panama, Kolumbia, Ecuador és Peru területén honos.
Természetes élőhelyei a szubtrópusi és trópusi síkvidéki és hegyi esőerdők, valamint másodlagos erdők, ültetvények és vidéki kertek. Állandó, nem vonuló faj.

## Megjelenése
Átlagos testhossza 19 centiméter, testtömege 42-68 gramm.
|  |

## Életmódja
Rovarokkal, gyümölccsel és nektárral táplálkozik.

## Természetvédelmi helyzete
Az elterjedési területe rendkívül nagy, egyedszáma is nagy, de csökken. A Természetvédelmi Világszövetség Vörös listáján nem fenyegetett fajként szerepel.